# Église Notre-Dame de Beine
L'église de Beine est une église située à Beine, en France.

## Localisation
L'église est située dans le département français de l'Yonne, sur la commune de Beine.

## Historique
L'édifice est inscrit au titre des monuments historiques en 1984.